# Mwonge
Mwonge är ett vattendrag i Burundi.   Det ligger i provinsen Rutana, i den centrala delen av landet, 90 km sydost om huvudstaden Bujumbura.
Omgivningarna runt Mwonge är huvudsakligen savann. Runt Mwonge är det ganska tätbefolkat, med 185 invånare per kvadratkilometer.